# The Wonderful Statue
The Wonderful Statue è un cortometraggio muto del 1913 diretto da Frederick A. Thomson.

## Produzione
Il film fu prodotto dalla Vitagraph Company of America.

## Distribuzione
Distribuito dalla General Film Company, il film - un cortometraggio in una bobina - fu proiettato nelle sale cinematografiche statunitensi dal 20 marzo 1913. La Favorite Films ne distribuì in seguito una riedizione che uscì il 24 dicembre 1917.